# Maaseudun Tulevaisuus
Maaseudun Tulevaisuus är en finskspråkig lantbrukstidning som utkommer i Helsingfors med tre nummer i veckan. 
Maaseudun Tulevaisuus, vars namn betyder "Landsbygdens framtid",  grundades 1916 och utges av Centralförbundet för lant- och skogsbruksproducenter (MTK). Tidningen är en av Finlands största pressorgan av dagstidningsnatur med en upplaga på 83 044 exemplar (2009).